# Adamski (Musiker)

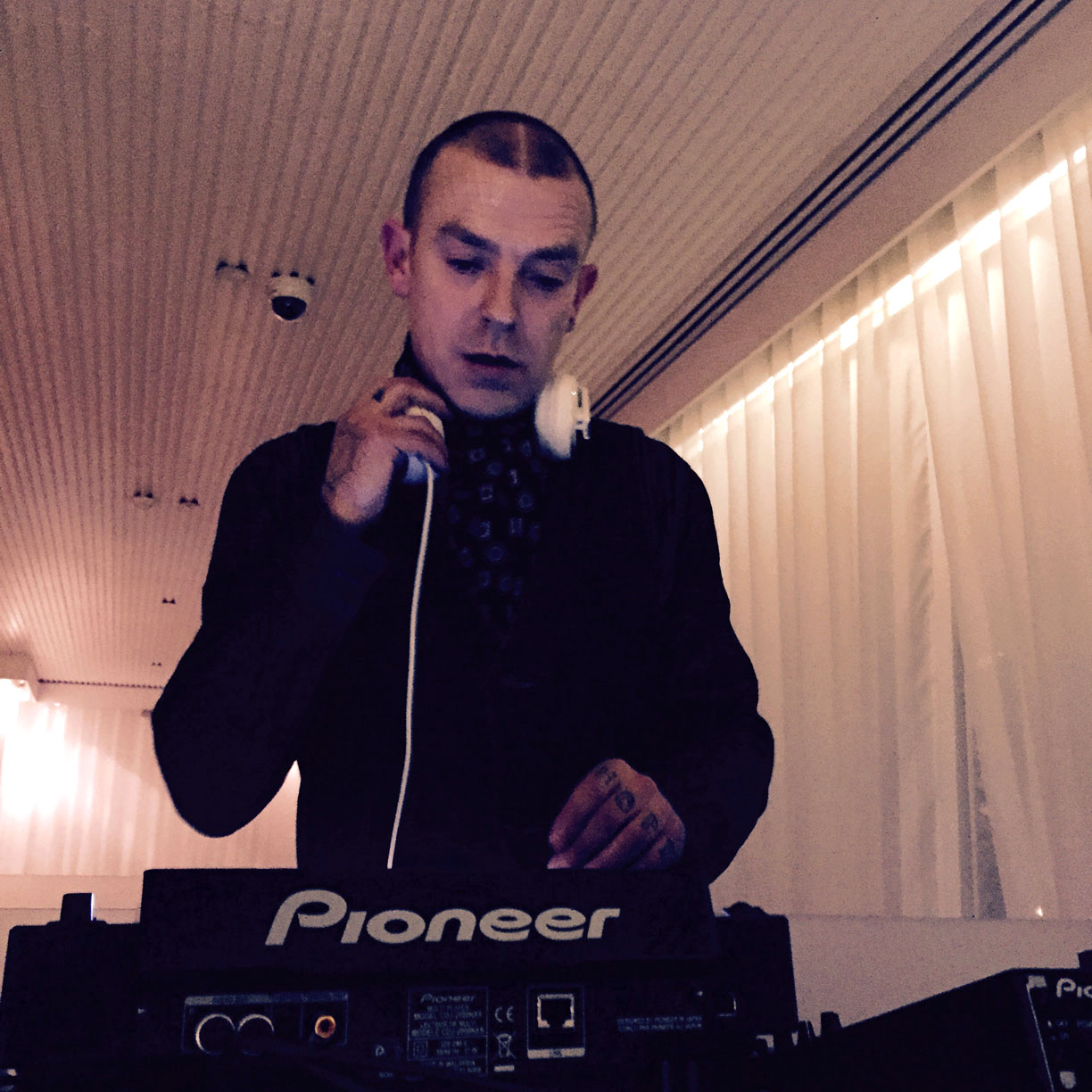
Adamski (2015)

Adamski [əˈdæmski] oder Adam Sky [ˈædəm skaɪ] (* 4. Dezember 1967 in Lymington, Hampshire, England; eigentlich Adam Tinley) ist ein britischer Dance-Musiker und Produzent. Bekannt wurde er insbesondere durch das gemeinsam mit Seal geschriebene Lied Killer.

## Leben
Tinley leitete seinen Künstlernamen vom UFO-Forscher George Adamski ab.
Seine erfolgreichste Zeit hatte Adamski zu Beginn der 1990er Jahre auf dem Höhepunkt der Acid-House-Bewegung. Im Januar 1990 erschien seine erste Single N-R-G, die auf Anhieb Platz 12 der UK-Charts erreichte. Die Nachfolgesingle Killer, die gemeinsam mit Seal entstand und dessen internationalen Durchbruch einläutete, stieg im April 1990 bis auf Platz 1 und hielt sich dort vier Wochen lang. Der Song war auch international ein Hit und wurde drei Jahre später von George Michael erfolgreich gecovert.
Im Herbst 1990 erschien auch Adamskis Debütalbum Doctor Adamski’s Musical Pharmacy.
Auf seinem Nachfolgealbum Naughty entwickelte Adamski seinen Stil weiter in Richtung Pop und Rock. Neben zahlreichen Clubhits ist auch der Track Get Your Body! auf dem Album zu finden, dem Nina Hagen ihre Stimme lieh. Kommerziell war dieses Album jedoch kein Erfolg.
Adamski wechselte zum Plattenlabel ZTT Records und veröffentlichte dort Ende 1998 sein drittes Album Adamski’s Thing, das den Stil des Vorgängeralbums weiterführte. Von dem Album wurden zwei Singles Intravenous Venus und One of the People ausgekoppelt.
Im Jahr 2000 produzierte Tinley seine letzte Single unter dem Pseudonym Adamski. Der Song In the City erreichte zwar die italienischen Charts, anderswo blieb er aber recht erfolglos. Kurz danach nahm Tinley einen neuen Künstlernamen an und produziert seither als Adam Sky.
Im Jahr 2011 veröffentlichte er als Adamski eine modernisierte Version seines Hits Killer namens Killer 2011 samt zwei neuen Remixen.

## Diskografie

### Alben
| Jahr | Titel                             | Höchstplatzierung, Gesamtwochen, AuszeichnungChartsChartplatzierungen (Jahr, Titel, Platzierungen, Wochen, Auszeichnungen, Anmerkungen) | Anmerkungen                                       |
| Jahr | Titel                             | UK | Anmerkungen                                       |
| ---- | --------------------------------- | --- | ------------------------------------------------- |
| 1989 | Liveandirect                      | UK47 Silber · (12 Wo.)UK | Erstveröffentlichung: 27. November 1989 Livealbum |
| 1990 | Doctor Adamski’s Musical Pharmacy | UK8 Silber · (5 Wo.)UK | Erstveröffentlichung: 1. Oktober 1990             |

Weitere Alben
- 1991: Naughty
- 1993: Adamski vs. the Sentinels
- 1998: Adamski’s Thing (als Adamski’s Thing)
- 1999: Mutant Pop (als Adamski Products Inc.)
- 1999: Killer: The Best of Adamski (Kompilation)
- 2015: Revolt

### Singles
| Jahr | Titel Album                                        | Höchstplatzierung, Gesamtwochen, AuszeichnungChartplatzierungen (Jahr, Titel, Album, Platzierungen, Wochen, Auszeichnungen, Anmerkungen) | Höchstplatzierung, Gesamtwochen, AuszeichnungChartplatzierungen (Jahr, Titel, Album, Platzierungen, Wochen, Auszeichnungen, Anmerkungen) | Höchstplatzierung, Gesamtwochen, AuszeichnungChartplatzierungen (Jahr, Titel, Album, Platzierungen, Wochen, Auszeichnungen, Anmerkungen) | Höchstplatzierung, Gesamtwochen, AuszeichnungChartplatzierungen (Jahr, Titel, Album, Platzierungen, Wochen, Auszeichnungen, Anmerkungen) | Höchstplatzierung, Gesamtwochen, AuszeichnungChartplatzierungen (Jahr, Titel, Album, Platzierungen, Wochen, Auszeichnungen, Anmerkungen) | Anmerkungen                                                            |
| Jahr | Titel Album                                        | DE | AT | CH | UK | Dance | Anmerkungen                                                            |
| ---- | -------------------------------------------------- | --- | --- | --- | --- | --- | ---------------------------------------------------------------------- |
| 1990 | N-R-G Doctor Adamski’s Musical Pharmacy            | — | — | — | UK12 (6 Wo.)UK | Dance13 (8 Wo.)Dance | Erstveröffentlichung: 8. Januar 1990                                   |
| 1990 | Killer Doctor Adamski’s Musical Pharmacy           | DE2 (21 Wo.)DE | AT11 (14 Wo.)AT | CH15 (8 Wo.)CH | UK1 Gold · (18 Wo.)UK | Dance23 (7 Wo.)Dance | Erstveröffentlichung: 26. März 1990 mit Seal                           |
| 1990 | The Space Jungle Doctor Adamski’s Musical Pharmacy | — | — | CH25 (1 Wo.)CH | UK7 (8 Wo.)UK | Dance8 (12 Wo.)Dance | Erstveröffentlichung: 27. August 1990                                  |
| 1990 | Flashback Jack Doctor Adamski’s Musical Pharmacy   | — | — | — | UK46 (3 Wo.)UK | — | Erstveröffentlichung: 5. November 1990                                 |
| 1991 | Never Goin’ Down Naughty                           | — | — | — | UK51 (2 Wo.)UK | — | Erstveröffentlichung: 28. Oktober 1991 mit Jimi Polo                   |
| 1992 | Get Your Body! Naughty                             | — | — | — | UK68 (1 Wo.)UK | Dance18 (9 Wo.)Dance | Erstveröffentlichung: 23. März 1992 feat. Nina Hagen                   |
| 1992 | Back to Front Naughty                              | — | — | — | UK63 (1 Wo.)UK | — | Erstveröffentlichung: 23. Juni 1992                                    |
| 1998 | One of the People Adamski’s Thing                  | — | — | — | UK56 (2 Wo.)UK | — | Erstveröffentlichung: 29. Juni 1998 als Adamski’s Thing feat. Gerideau |

Weitere Singles
| - 1990: Rebel Rebel (mit Essybumpi und Menumasterp) - 1990: Medicine Man (Elton John mit Adamski) - 1991: Century … Intastella Meet Adamski (Intastella meet Adamski) - 1991: Born to Be Alive! (mit Soho) - 1992: Hell Below (Afrika Bambaataa feat. Adamski) - 1993: Sleeping with an Angel (mit Transformer 2) - 1993: Bastardo (mit Roberto Pizarro) - 1997: Existential Boredom (als Adamski’s Thing) - 1998: Intravenous Venus (als Adamski’s Thing) - 1999: In the City (als Adamski Products Inc.) - 2000: Take Me Away (als Adamski Products Inc.) - 2000: In the City - 2002: Already Out There | - 2004: Larynx (als Adam Sky, mit Shafiq Ettienne) - 2004: Hopefiendz E. P. (als Adam Sky) - 2006: Ape-X (als Adam Sky) - 2007: One of the People (Luis Paris vs. Adamski) - 2007: We Are All Prostitutes (Adam Sky vs. Mark Stewart) - 2007: Galactic Lover (The World Domination vs. Adam Sky) - 2008: Babydoll (als Adam Sky) - 2009: The Imperious Urge (als Adam Sky, mit Danny Williams) - 2009: Circle Jerk (als Adam Sky, mit Zoo Brazil) - 2011: Killer 2011 - 2012: I Like It - 2015: This Is 3-Step |